# 4 Minutes
»4 Minutes« je pesem ameriške pevke Madonne. Pesem je bila izdana 17. marca 2008 kot prvi singl z njenega enajstega studijskega albuma Hard Candy in vključuje gostujoče vokale pevca Justina Timberlaka in producenta/pevca Timbalanda. Glavno sporočilo pesmi je, da imamo vedno manj časa, ds rešimo planet Zemljo. Za Madonno je bil navdih za pesem njen obisk v Afriki in trpljenje ljudi tam.
Glasbeni kritiki so pesem pohvalili, pa tudi na lestvicah je bila uspešna, saj je dosegla sam vrh v Avstraliji, Kanadi, Nemčiji, Italiji in drugih evropskih državah. Pesem je Madonnin trinajsti številka ena hit v Združenem kraljestvu, rekord za največ hitov za žensko na lestvicah te države. V ZDA je pesem dosegla #3, njen sedemintrideseti top 10 hit v ZDA, s katerim je podrla rekord Elvisa Presleya.
V glasbenem videu za pesem Madonna in Justin Timberlake bežita pred ogromnim črnim zaslonom, ki uničuje svet. Na koncu ju ujame in uniči. Madonna je pesem zapela na turneji Sticky & Sweet, kot prvo pesem rave segmenta, v katerem je nosila futuristično robotsko obleko. Pesem je dobila nominacijo za nagrado Grammy, v kategoriji najboljše pop sodelovanje z vokali.

## Glasbeni video
Video za pesem je režiral francoski duo Francois & Jonas. Koreografijo je sestavil Jamie King, ki je z Madonno sodeloval na njenih turnejah od leta 2001, pa tudi pri videu za njeno pesem "Sorry". Za video je Madonna dejala, da je koncepten in da na začetku nihče ni razumela ideje s črnim ekranom, ki sta se jo domislila režiserja.
Video se začne s Timbalandom, ki poje svoj začetek pred zaslonom, ki prikazuje odštevanje. Nato se prikažeta Madonna in Justin Timberlake ki bežita pred geometrično neravnim črnim zaslonom, ki ju lovi. Vmes skačeta čez avtomobile in mimo hiš, na koncu pa se poljubita, zaslon ju ujame in uniči.
Odziv na video je bil pozitiven, kritiki so ga primerjali z legendarnim videom Thriller Michaela Jacksona. Spet drugi niso bili tako očarani, komentirali so, da ni ponudil novega videza za Madonno, kot so to storili njeni videi v osemdesetih in devetdesetih. Drugi pevci (med drugim Miley Cyrus), pa tudi fani so posneli svoje verzije videa, n katere se je Madonna odzvala z "kdor posnema moj video za '4 Minutes', dobro delo, kar tako naprej". Video je bil nominiran za MTV video nagrado za najboljšo koreografijo, a je izgubil proti "When I Grow Up" skupine The Pussycat Dolls.

## Uradni remiksi
1. Album verzija - 4:04
2. Singl remiks - 3:10

1. Bob Sinclar Space Funk remiks
2. Junkie XL remiks
3. Junkie XL drugi remiks
4. Peter Saves Paris remiks
5. Junkie XL Dirty Dub remiks
6. Tracy Young House remiks
7. Rebirth remiks

## Ustvarjalci
- Avtorji: Madonna, Justin Timberlake
- Producenti: Madonna, Timbaland, Danja, Justin Timberlake
- Promgramiranje in miksanje: Demacio "Demo" Castellan
- ProTools miksanje: Ron Taylor
- Tolkala: Timbaland
- Klaviature: Danja
- Zvočni efekti: DJ Demo

## Lestvice
| Država                            | Pozicija |
| --------------------------------- | -------- |
| Avstralija                        | 1        |
| Avstrija                          | 2        |
| Belgija - Flandrija               | 1        |
| Belgija - Valonija                | 1        |
| Kanada                            | 1        |
| Danska                            | 1        |
| Evropa                            | 1        |
| Finska                            | 1        |
| Francija                          | 2        |
| Nemčija                           | 1        |
| Grčija                            | 1        |
| Nizozemska                        | 1        |
| Irska                             | 1        |
| Italija                           | 1        |
| Madžarska                         | 2        |
| Hrvaška                           | 1        |
| Nova Zelandija                    | 3        |
| Norveška                          | 1        |
| Španija                           | 1        |
| Švedska                           | 2        |
| Švica                             | 1        |
| Združeno kraljestvo               | 1        |
| ZDA Billboard Hot 100             | 3        |
| ZDA Billboard Pop 100             | 2        |
| ZDA Billboard Hot Digital Sales   | 1        |
| ZDA Billboard Hot Dance Club Play | 1        |
| ZDA Billboard Dance Airplay       | 1        |